# Szeptem
Szeptem — второй студийный альбом польской певицы Анны Марии Йопек, выпущенный в 1998 году. Szeptem вдохновлён музыкой Эллы Фитджеральд и Пола Смита, записанной для фильма «Пусть никто не напишет мне эпитафию». 27 января 1999 года альбом получил статус золотого, а 17 октября 2001 — платинового диска.

## Список композиций
Диск 1 Szeptem
1. «Moja i twoja nadzieja»
2. «Dwa serduszka cztery oczy»
3. «Czas rozpalić piec»
4. «Cichy zapada zmrok»
5. «Bandoska»
6. «Szeptem»
7. «Bezsenna noc»
8. «Oddalasz się»
9. «Samba przed rozstaniem»
10. «Pocałunki»
11. «Gram o wszystko»
12. «Jeszcze poczekamy»

Диск 2 Koncert
1. «Do widzenia, Teddy»
2. «Panienka z temperamentem»
3. «Dla ciebie jestem sobą»
4. «W polu lipeńka»
5. «Czas rozpalić piec»
6. «Jej portret»
7. «Ludzkie gadanie»
8. «Zielono Mi»
9. «Kołysanka rosemary»
10. «Samba przed rozstaniem»
11. «Ach śpij kochanie»